# Hoděvice
Hoděvice jsou zaniklá vesnice, která ve středověku stávala v Krušných horách v nadmořské výšce 715–740 metrů severozápadně od Vysoké v okrese Chomutov.

## Historie
Jedinou písemnou zmínkou o Hoděvicích je listina Chotěbora z Račic, ve které ji spolu s dalšímu vesnicemi tzv. Křimovského újezdu věnoval roku 1281 řádu německých rytířů z chomutovské komendy. Vesnice vznikla pravděpodobně po polovině třináctého století. Její zánik bývá kladen do souvislosti s husitskými válkami, ale keramické střepy nalezené na okolních polích pochází z třináctého až šestnáctého století. Zanikla však jistě před rokem 1560, protože urbář chomutovského panství z tohoto roku uvádí jen poplatky z hoděvických pozemků, které platili poddaní z okolních vesnic. Byly to Křimov, Nebovazy, Lideň, Vysoká a dvě vesnice, které s Hoděvicemi nesousedí – Domina a Strážky.

## Popis vesnice
Vesnice stála na jihovýchodním úbočí vrchu, kterému se dříve říkalo Hirthübl (774 m). Jižně od ní se nachází podmáčené prameniště potoka Mühlbachlein, který je na mladších mapách vyznačen jako bezejmenný pravostranný přítok Hutné, kde se dochovaly kamenné řady jako pozůstatek snahy o zkultivování a odvodnění pozemků. Pravděpodobně však vznikly až po zániku vesnice v sedmnáctém nebo osmnáctém století.
Nedochovaly se žádné viditelné pozůstatky domů, ale podle uspořádání plužiny, které je známé z historických map a částečně se dochovalo i v terénu, měla vesnice charakter návesní vsi s domy seřazenými po stranách návsi. Na severovýchodě stálo zřejmě šest usedlostí a naproti nim čtyři až šest usedlostí.